# Blauw-Wit Excelsior Combinatie
Delftse Voetbal Vereniging Blauw-Wit Excelsior Combinatie kortweg DVV B.E.C. of gewoon BEC was een Nederlandse amateurvoetbalclub uit de Delftse wijk Vrijenban in Zuid-Holland.

## Geschiedenis

### Ontstaan van de club
BEC werd op 1 mei 1916 opgericht nadat de Delftse sportclubs Blauw Wit en Excelsior fuseerden. In 1918 werd Steef Haaksman, die ook bij de oprichting betrokken was maar in verband met de mobilisatie in 1916 in militaire dienst moest, de voorzitter. Deze functie vervulde hij 40 jaar lang en in 1958, bij zijn afscheid, werd hij Koninklijk onderscheiden.
In 1958 was BEC een van de grootste clubs in de regio met meer dan 500 leden en donateurs, en in 1966, bij het 50-jarig bestaan, werd er een groot feest gegeven met optredens van onder andere Willy en Willeke Alberti en André van Duin.
In 1977 werd er besloten om een nieuwe clubaccommodatie te bouwen, om de verouderde kantine, die al drie verhuizingen had meegemaakt te vervangen. En vanaf 1985 werd er bij BEC ook damesvoetbal gespeeld.
In 1999 fuseerde de club, op aandringen van de gemeente, met D.V.C. BEC had door grote terugloop van jeugdspelers in de jaren 90 geldnood, en D.V.C. was zijn kort ervoor zijn terrein verloren aan de gemeente. Bij de fusie werden de clubkleuren en het sportpark (Sportpark de Bras) van BEC behouden, maar nam het de naam en logo van D.V.C. aan.

### Clubterrein
De vereniging was vanaf het begin gevestigd aan de Rotterdamseweg. Het terrein was echter eigendom van het Rijk en werd door de gemeente aangekocht met een industriële bestemmingsplan. Hierdoor was BEC in 1949 veldloos en de Delftse voetbalverenigingen, DHC, Wippolder en DVC boden BEC aan om gebruik te maken van hun faciliteiten. Een jaar later, in 1950, kreeg BEC van de gemeente een nieuw terrein aangewezen op de Jaffalaan. De kantine werd van de Rotterdamseweg verplaatst naar het nieuwe complex.
In 1952 moest BEC van de gemeente echter weer verhuizen, en kreeg dit maal een terrein aan de Buitenwatersloot toegewezen. Wederom werd de kantine mee verhuisd.
En in 1955 moest BEC voor de derde, en tevens laatste, keer verhuizen. Ditmaal naar 'Sportpark de Bras' aan de Brasserskade. Hier werd de kantine opnieuw opgebouwd met voor die tijd een moderne centrale verwarming die geschonken werd door de Nederlandse Kabelfabriek.

### Klasses
| ? |

| ? |

| ? |

| ? |

| ? |

| ? |

| ? |

| ? |

| ? |

| ? |

| ? |

| ? |

| ? |

| ? |

| ? |

| ? |

| ? |

| ? |

| ? |

| ? |

| ? |

| ? |

| ? |

| ? |

| ? |

| ? |

| ? |

| ? |

| ? |

| ? |

| ? |

| ? |

| ? |

| ? |

| ? |

| 3ᵉ |

| 3ᵉ |

| 3ᵉ |

| 3ᵉ |

| 4ᵉ B |

| 4ᵉ B |

| 4ᵉ B |

| 4ᵉ B |

| 4ᵉ B |

| 4ᵉ B |

| 4ᵉ B |

| 4ᵉ B |

| 4ᵉ B |

| ? |

| ? |

| ? |

| ? |

| ? |

| ? |

| ? |

| ? |

| ? |

| ? |

| ? |

| 4ᵉ |

| 4ᵉ |

| 4ᵉ |

| 4ᵉ |

| 4ᵉ |

| 4ᵉ |

| 4ᵉ |

| 4ᵉ |

| 4ᵉ |

| 4ᵉ |

| 4ᵉ |

| 3ᵉ |

| ? |

| ? |

| ? |

| ? |

| ? |

| ? |

| ? |

| ? |

| ? |

| ? |

| ? |

| ? |

| ? |

### Bekende oud-spelers
- Chris Treling

## Andere activiteiten

### Handbal
In de jaren 50 kon er ook handbal beoefend worden bij BEC. Wegens geldgebrek verdween deze tak echter al na enkele jaren.

### Biljart
In 1986 werd er binnen BEC een biljartclub opgericht. Deze groeide snel uit tot een volwaardige tak binnen de club.

### Carnaval
Naast de sportactiviteiten had BEC ook zijn eigen carnavalsvereniging, genaamd de Becketrekkers. Deze werd opgericht in 1980 met als eerste prins Prins Ad de 1e, en ging in 1988 ter ziele met als laatste prins Prins Gerard de 1e.

### Gemeenschap
Naast verschillende sporten organiseerde BEC ook veel voor de gemeenschap. Zo werden er meerdere malen benefietwedstrijden gespeeld waar geld werd opgehaald voor gehandicapten. Bij een van die wedstrijden werd het BEC team versterkt door onder andere Faas Wilkes, Abe Lenstra en Coen Moulijn.

## Voetbalplaatjes
In 1931 bracht de Vittoria Egyptian Cigarette Company een serie van 200 voetbalplaatjes in kleur uit. Van B.E.C. kwamen de spelers Teun Lanser en Piet Plooij (op het plaatje foutief geschreven als Plooi) voor in de serie.